# Kai Wagner
Kai Wagner (* 15. Februar 1997 in Geislingen an der Steige) ist ein deutscher Fußballspieler.

## Karriere
Nach seinen Anfängen in der Jugend vom SV Lonsee, SSV Ulm 1846 und FC Augsburg wechselte er im Sommer 2015 zurück in seine Heimat nach Ulm. Nach einer Saison wechselte er in die Regionalliga West zur zweiten Mannschaft des FC Schalke 04. Im Sommer 2017 erfolgte sein Wechsel zum Zweitliga-Absteiger Würzburger Kickers. Dort kam er auch zu seinem ersten Einsatz im Profibereich in der 3. Liga, als er am 6. August 2017, dem 4. Spieltag, bei der 1:2-Auswärtsniederlage gegen den 1. FC Magdeburg in der 63. Spielminute für Sebastian Schuppan eingewechselt wurde. Für die Würzburger kam er in eineinhalb Jahren auf 40 Drittligaeinsätze.
Anfang Februar 2019 wechselte Wagner zum US-amerikanischen MLS-Franchise Philadelphia Union. In der Saison 2019 kam er in der regulären Saison auf 30 Einsätze (alle von Beginn). Es folgen 2 Play-off-Einsätze, ehe die Mannschaft an Atlanta United scheiterte. In der Saison 2020 folgten insgesamt 15 MLS-Einsätze, in denen er ein Tor erzielte. Der Linksverteidiger gewann mit seiner Mannschaft das MLS Supporters’ Shield, schied aber in den Play-offs in der ersten Runde gegen New England Revolution aus. Vor der Saison 2021 verlängerte Wagner seinen Vertrag um zwei Spielzeiten mit der Option auf ein weiteres Jahr. Er kam in der regulären Saison 33-mal zum Einsatz, stand 31-mal in der Startelf und steuerte 3 Tore zum 2. Platz in der Eastern Conference bei. In den Play-offs schlug die Mannschaft die New York Red Bulls und den Nashville SC, ehe man im Conference-Finale gegen den späteren MLS-Champion New York City FC ausschied. Wagner kam dabei in den ersten beiden Spielen zum Einsatz und fehlte beim Ausscheiden wie etliche weitere Spieler aufgrund einer Corona-Infektion. Im Januar 2024 wurde bekannt, dass Wagner seinen auslaufenden Vertrag in Philadelphia um drei weitere Jahre plus einer Option bis 2027 verlängert hatte. Zuvor war Wagner im Herbst 2023 während der Playoffs durch rassistische Beleidigungen gegenüber seinem Gegenspieler Bobby Wood von New England Revolution aufgefallen. Die MLS sperrte ihn anschließend für drei Spiele und ordnete ein Erziehungsprogramm an. Wagner akzeptierte die Bestrafung.

## Privates
Wagner ist mit der jüngeren Schwester von Pierre-Michel Lasogga liiert. Im März 2020 wurde das Paar Eltern eines Sohnes.

## Erfolge

### Titel
- MLS Supporters’ Shield: 2020

### Auszeichnungen
- MLS Best XI: 2022